# 陆浑镇
陆浑镇，原为库区乡，是中华人民共和国河南省洛陽市嵩县下辖的一个乡镇级行政单位。2020年6月，撤乡设镇，现区划代码为410325113。

## 行政区划
陆浑镇下辖以下地区：
桥北村、席岭村、翟岭村、龙曲村、张岭村、常店村、西地村、古路村、翟河村、望城村、梁元村、吴村、板闸村、安岭村、南屯村、万安村、柏坡村、老凡店村、和店村、岗上村、寺庄村、草子沟村、牛寨村、上坡村、楼上村和汪庄村。